# Tamás Illés
Tamás Illés (ur. 16 maja 1971 roku w Szekszárdzie) – węgierski kierowca wyścigowy.

## Kariera
Illés rozpoczął karierę w wyścigach samochodowych w 1998 roku od startów w Euro Open by Nissan, gdzie uzbierane cztery punkty dały mu osiemnaste miejsce w klasyfikacji kierowców. Dwa lata później w tej samej serii startował z ekipą Formax Racing. Został sklasyfikowany na dwudziestej pozycji. Poza tym w latach 2000-2001 Węgier startował również w FIA GT Championship. W pierwszym sezonie startów raz stanął na podium. W końcowej klasyfikacji kierowców widniał na 22 miejscu. Rok później nie był klasyfikowany.